# Benggoi jezik
Benggoi jezik (bengoi, isal /više nije u upotrebi/, kobi-benggoi, uhei kachlakan, uhei-kaclakin, uhei-kahlakim; ISO 639-3: bgy), austronezijski jezik centralnomolučke skupine, kojim govori 350 ljudi (1989 SIL) u centralnim Molucima u selima Benggoi, Balakeo i Lesa.
S jezicima huaulu [hud], liana-seti [ste], manusela [wha] i salas [sgu] čini podskupinu manusela-seti.

## Vanjske poveznice
- Ethnologue (14th)
- Ethnologue (15th)